# قطعنامه ۹۸۳ شورای امنیت
قطعنامه ۹۸۳ شورای امنیت سازمان ملل متحد که در تاریخ ۳۱ مارس ۱۹۹۵ تصویب شد، سندی بین‌المللی دربارهٔ جمهوری مقدونیه است. این قطعنامه طی نشست ۳۵۱۲ام با ۱۵ رای موافق، ۰ مخالف و ۰ ممتنع تصویب شد.